# 苯甲醇
苯甲醇，也称苄醇，化学式为C6H5CH2OH，是最简单的含有苯基的脂肪醇，可以看作是羟甲基取代的苯，或苯基取代的甲醇。它是有微弱芳香气味的无色透明黏稠液体，有极性，低毒，蒸汽压低，因此用作醇类溶剂。可燃。稍溶于水（4 g/100 mL），可与乙醇、乙醚、苯、氯仿等有机溶剂混溶。
苄醇主要以游离态或酯的形式存在于香精油中，如茉莉花油、伊兰伊兰油、素馨花香油风信子油、月下香油和妥鲁香脂中都含有此成分。

## 制取
- 工业上由氯化苄在碱（如氢氧化钠、碳酸钠或碳酸钾）存在下加热水解制取：

{\displaystyle {\rm {C_{6}H_{5}CH_{2}Cl+NaOH\rightarrow C_{6}H_{5}CH_{2}OH+NaCl\,}}}
此外苯甲醇的制取方法还有：
- 苯甲醛催化还原得到苯甲醇。
- 格氏试剂苯基溴化镁（由溴苯与镁制取）与甲醛反应后酸化得到苯甲醇。
- 苯甲醛在氢氧化钾存在下发生坎尼扎罗反应，歧化生成等量的苯甲醇和苯甲酸。

## 性质和应用
苯甲醇用作药膏、抑菌劑注射用水以及特定注射劑的防腐剂，纤维、尼龙丝及塑料薄膜的干燥剂，聚氯乙烯的稳定剂，照相显影剂，醋酸纤维、墨水、涂料、油漆、环氧树脂涂料、染料、酪蛋白、虫胶及明胶等的溶剂， 也用于制取香料和调味剂（多数为脂肪酸的苯甲醇酯），以作为肥皂、香水、化妆品和其他产品中的添加剂。由于与石英和羊毛纤维具有几乎相同的折射率，因此用作石英和羊毛纤维的鉴别剂。香料工业中用作定香剂和稀释剂。可用于制备苯甲酸。
苯甲醇的羟基很活泼，它可以与苯反应生成二苯甲烷，与丙烯腈反应生成N-苄基丙烯酰胺（Ritter反应）， 也可以与卤化磷和氢卤酸反应生成卤化苄。卤化苄和苯甲醇都是苄基（苯甲基）化试剂，用于给羧酸和醇羟基上苄基保护基。苄基保护基很容易通过氢化脱去。
苯甲醇不宜久贮，它在空气中能缓慢氧化为苯甲醛和苯甲醚，因此市售的苯甲醇产品常带有苯甲醛特征的杏仁香味。此外，苯甲醇也容易被多种氧化剂（如浓硝酸）氧化成苯甲酸。
苯甲醇有麻醉作用，对眼部、皮肤和呼吸系统有强烈的刺激作用，吞食、吸入或皮肤接触均对身体有害。摄入后引起头痛、恶心、呕吐、胃肠道刺激、惊厥、昏迷， 严重时可导致死亡。 大鼠的半数致死量为1230mg/kg。苯甲醇进入人体后，首先被氧化为苯甲酸，然后与肝中的甘氨酸缩合，以马尿酸的形式排出体外。肌肉注射使用苯甲醇为溶剂可能导致臀肌挛缩。
新生兒若使用添加苯甲醇作為防腐劑的抑菌劑注射用水，將導致Gasping syndrome。

## 外部連結
- 国际化学品安全卡0833
- . Drug Information Portal. U.S. National Library of Medicine.   [2020-08-02]. （原始内容存档于2021-02-28）.